# Elecciones regionales de Madre de Dios de 2010
Las elecciones regionales de Madre de Dios de 2010 se llevaron a cabo el 3 de octubre de 2010 para elegir al presidente regional, al vicepresidente regional y al Consejo Regional para el periodo 2011-2015. La elección se celebró simultáneamente con elecciones regionales y municipales (provinciales y distritales) en todo el Perú. La segunda vuelta regional se llevó a cabo el 5 de diciembre de 2010.

## Sistema electoral
El Gobierno Regional de Madre de Dios es el órgano administrativo y de gobierno del departamento de Madre de Dios. Está compuesto por el presidente regional, el vicepresidente regional y el Consejo Regional.
La votación se realiza en base al sufragio universal, que comprende a todos los ciudadanos nacionales mayores de dieciocho años, empadronados y residentes en el departamento de Madre de Dios y en pleno goce de sus derechos políticos.
El presidente y vicepresidente regional son elegidos por sufragio directo. Para que un candidato sea proclamado ganador debe obtener no menos de 30 % de votos válidos. En caso ningún candidato logre ese porcentaje en la primera vuelta electoral, los dos candidatos más votados participan en una segunda vuelta o balotaje.
El Consejo Regional de Madre de Dios está compuesto por 9 consejeros elegidos por sufragio directo para un período de cuatro (4) años. Cada provincia del departamento de Madre de Dios constituye una circunscripción electoral. La votación es por lista cerrada y bloqueada. Se asigna a la lista ganadora los escaños según el método d'Hondt. La distribución y el número de consejeros regionales es la siguiente:
| Circunscripción | Escaños | Mapa |
| --------------- | ------- | ---- |
| Tambopata       | 6       |      |
| Manu            | 2       |      |
| Tahuamanu       | 1       |      |

## Composición del Consejo Regional de Madre de Dios
La siguiente tabla muestra la composición del Consejo Regional de Madre de Dios antes de las elecciones.
| Partidos | Partidos                                     | Consejeros |
| -------- | -------------------------------------------- | ---------- |
|          | Movimiento Independiente Obras Siempre Obras | 5          |
|          | Partido Nacionalista Peruano                 | 1          |
|          | Acción Popular                               | 1          |

## Partidos y candidatos
A continuación se muestra una lista de los principales partidos y alianzas electorales que participaron en las elecciones:
| Candidatura | Candidatura  | Partidos y alianzas | Candidatos | Candidatos               | Ideología                                                                   | Resultado previo | Resultado previo | Ref. |
| Candidatura | Candidatura  | Partidos y alianzas | Candidatos | Candidatos               | Ideología                                                                   | Votos (%)        | Con.             | Ref. |
| ----------- | ------------ | --- | ---------- | ------------------------ | --------------------------------------------------------------------------- | ---------------- | ---------------- | ---- |
|             | OSO          | Lista - Movimiento Independiente Obras Siempre Obras (OSO) |            | Santos Kaway Komori      | Regionalismo madrediosense                                                  | 33.49%           | 5                |      |
|             | PNP– Mineros | Lista - Gran Alianza Nacionalista de Madre de Dios (PNP–Mineros) – Partido Nacionalista Peruano (PNP) – Movimiento Regional de Madre de Dios Mineros Unidos (Mineros) |            | Amado Romero Rodríguez   | Socialismo democrático Nacionalismo de izquierda Regionalismo madrediosense | 21.41%           | 1                |      |
|             | APRA         | Lista - Partido Aprista Peruano (APRA) |            | Alejo Quispe Laura       | Aprismo                                                                     | 9.18%            | 0                |      |
|             | PP           | Lista - Perú Posible (PP) |            | Eduardo Salhuana Cavides | Socioliberalismo Democracia liberal Tercera vía                             | 3.04%            | 0                |      |
|             | PAPO         | Lista - Participación Popular (PAPO) |            | Grimaldo Achahui Loaiza  | Partido atrapalotodo                                                        | Nuevo            | Nuevo            |      |
|             | BPMD         | Lista - Bloque Popular Madre de Dios (BPMD) |            | José Aguirre Pastor      | Regionalismo madrediosense                                                  | Nuevo            | Nuevo            |      |
|             | MPR          | Lista - Movimiento Productivo Regional (MPR) |            | Freddy Vracko Metzger    | Regionalismo madrediosense                                                  | Nuevo            | Nuevo            |      |
|             | VIDA         | Lista - Voluntad Independiente de Desarrollo Amazónico (VIDA) |            | Moisés Condori Peñaloza  | Regionalismo madrediosense                                                  | Nuevo            | Nuevo            |      |
|             | MEMD         | Lista - Movimiento Etnocacerista Regional de Madre de Dios (MEMD) |            | Saturnina Pastor Enciso  | Regionalismo madrediosense                                                  | Nuevo            | Nuevo            |      |
|             | AMD          | Lista - Movimiento Independiente Amor por Madre de Dios (AMD) |            | Simón Horna Alpaca       | Regionalismo madrediosense                                                  | Nuevo            | Nuevo            |      |
|             | PUMD         | Lista - Movimiento Regional Pueblo Unido de Madre de Dios (PUMD) |            | Antonio Iviche Quique    | Regionalismo madrediosense                                                  | Nuevo            | Nuevo            |      |

## Sondeos de opinión
Las siguientes tablas enumeran las estimaciones de la intención de voto en orden cronológico inverso, mostrando las más recientes primero y utilizando las fechas en las que se realizó el trabajo de campo de la encuesta. Cuando se desconocen las fechas del trabajo de campo, se proporciona la fecha de publicación.
Leyenda:
     Sondeo realizado en el periodo de prohibición legal de la difusión de sondeos de intención de voto.

### Primera vuelta

#### Intención de voto
La siguiente tabla enumera las estimaciones ponderadas (sin incluir votos en blanco y nulos) de la intención de voto.
|                               |                   |     |      |      |      |      |      |     |  |  |
| Elecciones regionales de 2010 | 3 oct 2010        | —   | 23.4 | 20.2 | 15.9 | 15.6 | 12.5 | 3.2 |  |  |
|                               |                   |     |      |      |      |      |      |     |  |  |
| Ipsos Apoyo/América           | 3 oct 2010        | ?   | 21.9 | 19.1 | –    | –    | –    | 2.8 |  |  |
| César Carranza/Telepuerto     | 31 ago–2 sep 2010 | 480 | 30.9 | 28.2 | 17.6 | 12.4 | 3.8  | 2.7 |  |  |

#### Preferencias de voto
La siguiente tabla enumera las preferencias de voto en bruto (incluyendo blancos, viciados y sin respuesta) y no ponderadas.
|                               |                   |     |      |      |      |      |      |      |      |     |  |  |  |
| Elecciones regionales de 2010 | 3 oct 2010        | —   | 19.3 | 16.7 | 13.1 | 12.9 | 10.3 | 17.3 | –    | 2.6 |  |  |  |
|                               |                   |     |      |      |      |      |      |      |      |     |  |  |  |
| César Carranza/Telepuerto     | 31 ago–2 sep 2010 | 480 | 21.9 | 20.0 | 12.5 | 8.8  | 2.7  | 13.5 | 15.6 | 1.9 |  |  |  |

## Resultados

### Gobierno Regional de Madre de Dios
|                      | José Aguirre Pastor      | Bloque Popular Madre de Dios (BPMD)                       | 11,170 | 23.36 | 27,149 | 54.69 |  |  |
|                      | Simón Horna Alpaca       | Movimiento Independiente Amor por Madre de Dios (AMD)     | 9,667  | 20.21 | 22,489 | 45.31 |  |  |
|                      | Santos Kaway Komori      | Movimiento Independiente Obras Siempre Obras (OSO)        | 7,602  | 15.90 |        |       |  |  |
|                      | Eduardo Salhuana Cavides | Perú Posible (PP)                                         | 7,481  | 15.64 |        |       |  |  |
|                      | Amado Romero Rodríguez   | Gran Alianza Nacionalista de Madre de Dios (PNP–Mineros)1 | 5,973  | 12.49 |        |       |  |  |
|                      | Alejo Quispe Laura       | Partido Aprista Peruano (APRA)                            | 1,627  | 3.40  |        |       |  |  |
|                      | Freddy Vracko Metzger    | Movimiento Productivo Regional (MPR)                      | 1,348  | 2.82  |        |       |  |  |
|                      | Moisés Condori Peñaloza  | Voluntad Independiente de Desarrollo Amazónico (VIDA)     | 1,057  | 2.21  |        |       |  |  |
|                      | Grimaldo Achahui Loaiza  | Participación Popular (PAPO)                              | 825    | 1.73  |        |       |  |  |
|                      | Antonio Iviche Quique    | Movimiento Regional Pueblo Unido de Madre de Dios (PUMD)  | 786    | 1.64  |        |       |  |  |
|                      | Saturnina Pastor Enciso  | Movimiento Etnocacerista Regional de Madre de Dios (MEMD) | 286    | 0.60  |        |       |  |  |
|                      |                          |                                                           |        |       |        |       |  |  |
| Total                | Total                    | Total                                                     | 47,822 |       | 49,638 |       |  |  |
|                      |                          |                                                           |        |       |        |       |  |  |
| Votos válidos        | Votos válidos            | Votos válidos                                             | 47,822 | 82.67 | 49,638 | 93.82 |  |  |
| Votos en blanco      | Votos en blanco          | Votos en blanco                                           | 5,789  | 10.01 | 523    | 0.99  |  |  |
| Votos nulos          | Votos nulos              | Votos nulos                                               | 4,236  | 7.32  | 2,748  | 5.19  |  |  |
| Votos emitidos       | Votos emitidos           | Votos emitidos                                            | 57,847 | 83.17 | 52,909 | 76.07 |  |  |
| Abstenciones         | Abstenciones             | Abstenciones                                              | 11,708 | 16.83 | 16,646 | 23.93 |  |  |
| Votantes registrados | Votantes registrados     | Votantes registrados                                      | 69,555 |       | 69,555 |       |  |  |
|                      |                          |                                                           |        |       |        |       |  |  |
| Fuente:              |                          |                                                           |        |       |        |       |  |  |

### Consejo Regional de Madre de Dios
| |                                                           |              |              |              |         |         |  |  |
| Partidos y coaliciones | Partidos y coaliciones                                    | Voto popular | Voto popular | Voto popular | Escaños | Escaños |  |  |
| Partidos y coaliciones | Partidos y coaliciones                                    | Votos        | %            | ±pp          | Total   | +/−     |  |  |
| | Bloque Popular Madre de Dios (BPMD)                       | 7,750        | 20.61        | Nuevo        | 2       | +2      |  |  |
| | Movimiento Independiente Amor por Madre de Dios (AMD)     | 6,365        | 16.93        | Nuevo        | 1       | +1      |  |  |
| | Perú Posible (PP)                                         | 6,152        | 16.36        | +13.32       | 3       | +3      |  |  |
| | Movimiento Independiente Obras Siempre Obras (OSO)        | 5,644        | 15.01        | –18.48       | 2       | –3      |  |  |
| | Gran Alianza Nacionalista de Madre de Dios (PNP–Mineros)1 | 5,098        | 13.56        | –7.85        | 1       | ±0      |  |  |
| | Partido Aprista Peruano (APRA)                            | 1,997        | 5.31         | –3.87        | 0       | ±0      |  |  |
| | Voluntad Independiente de Desarrollo Amazónico (VIDA)     | 1,352        | 3.60         | Nuevo        | 0       | ±0      |  |  |
| | Movimiento Productivo Regional (MPR)                      | 1,321        | 3.51         | Nuevo        | 0       | ±0      |  |  |
| | Participación Popular (PAPO)                              | 972          | 2.59         | Nuevo        | 0       | ±0      |  |  |
| | Movimiento Regional Pueblo Unido de Madre de Dios (PUMD)  | 619          | 1.65         | Nuevo        | 0       | ±0      |  |  |
| | Movimiento Etnocacerista Regional de Madre de Dios (MEMD) | 325          | 0.86         | Nuevo        | 0       | ±0      |  |  |
| |                                                           |              |              |              |         |         |  |  |
| Total | Total                                                     | 37,595       |              |              | 9       | +2      |  |  |
| |                                                           |              |              |              |         |         |  |  |
| Votos válidos | Votos válidos                                             | 37,595       | 64.99        | –25.03       |         |         |  |  |
| Votos en blanco | Votos en blanco                                           | 15,608       | 26.98        | +23.37       |         |         |  |  |
| Votos nulos | Votos nulos                                               | 4,644        | 8.03         | +1.66        |         |         |  |  |
| Votos emitidos | Votos emitidos                                            | 57,847       | 83.17        | –0.55        |         |         |  |  |
| Abstenciones | Abstenciones                                              | 11,708       | 16.83        | +0.55        |         |         |  |  |
| Votantes registrados | Votantes registrados                                      | 69,555       |              |              |         |         |  |  |
| |                                                           |              |              |              |         |         |  |  |
| Fuente: |                                                           |              |              |              |         |         |  |  |
| Notas al pie: 1 Comparado con los resultados del Partido Nacionalista Peruano (PNP) y el Movimiento Regional de Madre de Dios Mineros Unidos (Mineros) en las elecciones de 2006. |                                                           |              |              |              |         |         |  |  |
| Notas al pie: |                                                           |              |              |              |         |         |  |  |
| 1 Comparado con los resultados del Partido Nacionalista Peruano (PNP) y el Movimiento Regional de Madre de Dios Mineros Unidos (Mineros) en las elecciones de 2006.               |                                                           |              |              |              |         |         |  |  |

### Autoridades electas
| Cargo                                               | Autoridad electa | Autoridad electa                | Partido político | Partido político                                |
| --------------------------------------------------- | ---------------- | ------------------------------- | ---------------- | ----------------------------------------------- |
| Presidente Regional de Madre de Dios                |                  | José Aguirre Pastor             |                  | Bloque Popular Madre de Dios                    |
| Vicepresidente Regional de Madre de Dios            |                  | Jorge Aldazabal Soto            |                  | Bloque Popular Madre de Dios                    |
| Consejera Regional de Madre de Dios (por Manu)      |                  | Karina Reyner Herrera           |                  | Movimiento Independiente Obras Siempre Obras    |
| Consejera Regional de Madre de Dios (por Manu)      |                  | Luz Barrio Santos               |                  | Perú Posible                                    |
| Consejero Regional de Madre de Dios (por Tahuamanu) |                  | Jonatan Ovalle Fpocori          |                  | Perú Posible                                    |
| Consejero Regional de Madre de Dios (por Tambopata) |                  | Carlos Andía Borjas             |                  | Bloque Popular Madre de Dios                    |
| Consejero Regional de Madre de Dios (por Tambopata) |                  | Luis Zegarra Kajatt             |                  | Bloque Popular Madre de Dios                    |
| Consejero Regional de Madre de Dios (por Tambopata) |                  | Carlos Manrique de Lara Estrada |                  | Movimiento Independiente Amor por Madre de Dios |
| Consejero Regional de Madre de Dios (por Tambopata) |                  | Aurelio Alpaca Ruiz             |                  | Perú Posible                                    |
| Consejero Regional de Madre de Dios (por Tambopata) |                  | Héctor Valcárcel Toullier       |                  | Movimiento Independiente Obras Siempre Obras    |
| Consejero Regional de Madre de Dios (por Tambopata) |                  | Carlos Nieto Ramos              |                  | Gran Alianza Nacionalista de Madre de Dios      |